# Crowder (Oklahoma)
Crowder é uma cidade  localizada no estado norte-americano de Oklahoma, no Condado de Pittsburg.

## Demografia
Segundo o censo norte-americano de 2000, a sua população era de 436 habitantes.
Em 2006, foi estimada uma população de 443, um aumento de 7 (1.6%).

## Geografia
De acordo com o United States Census Bureau tem uma área de
2,6 km², dos quais 2,5 km² cobertos por terra e 0,1 km² cobertos por água. Crowder localiza-se a aproximadamente 183 m acima do nível do mar.

## Localidades na vizinhança
O diagrama seguinte representa as localidades num raio de 24 km ao redor de Crowder.